# نيكولا بيليجريني
نيكولا بيليجريني (بالإيطالية: Nicola Pellegrini)‏ هو فنان ومهندس معماري إيطالي، ولد في 1962.